# Dendrochilum ramosissimum
Dendrochilum ramosissimum là một loài thực vật có hoa trong họ Lan. Loài này được (Ridl.) J.J.Sm. mô tả khoa học đầu tiên năm 1922.